# Morell Mackenzie

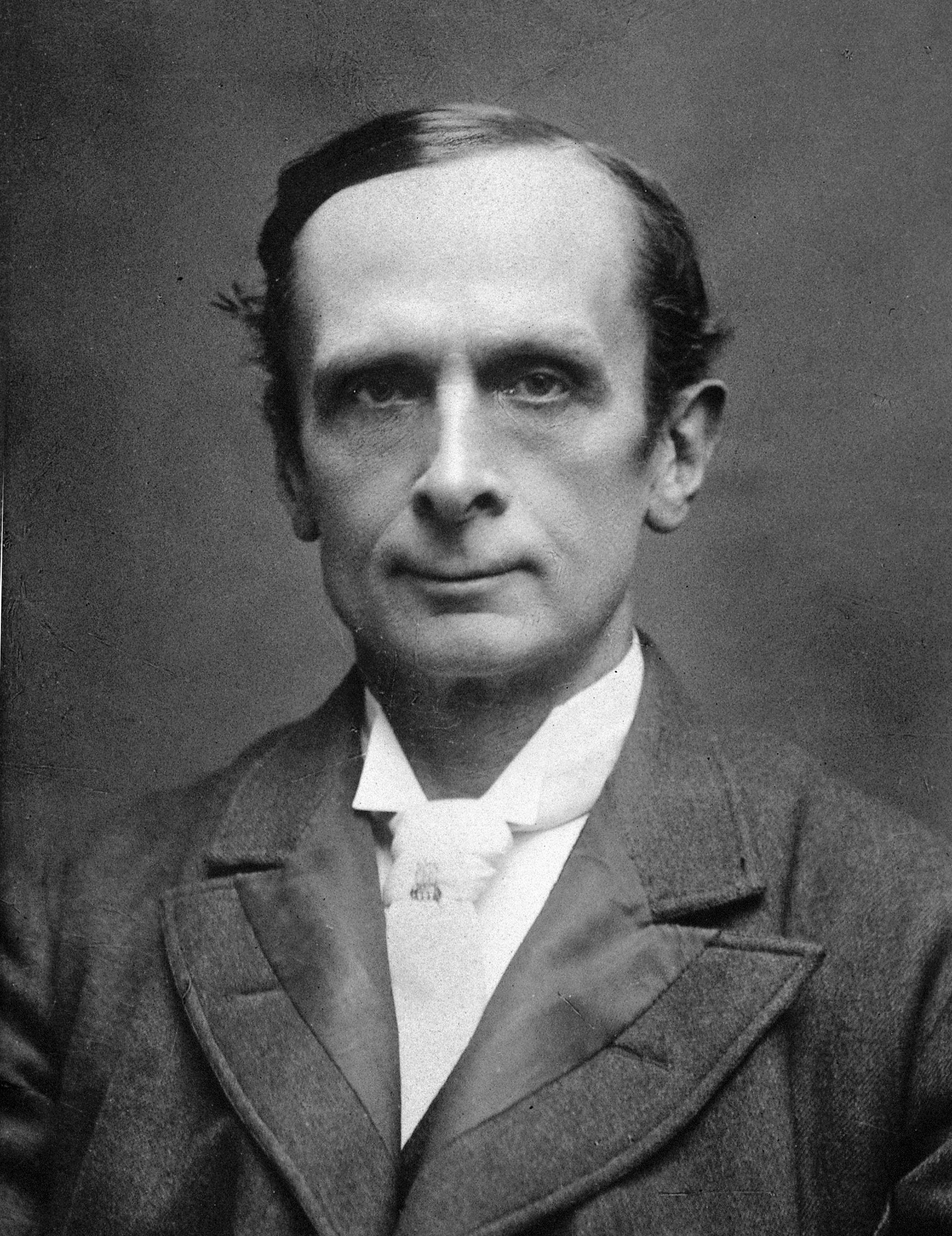
Morell Mackenzie

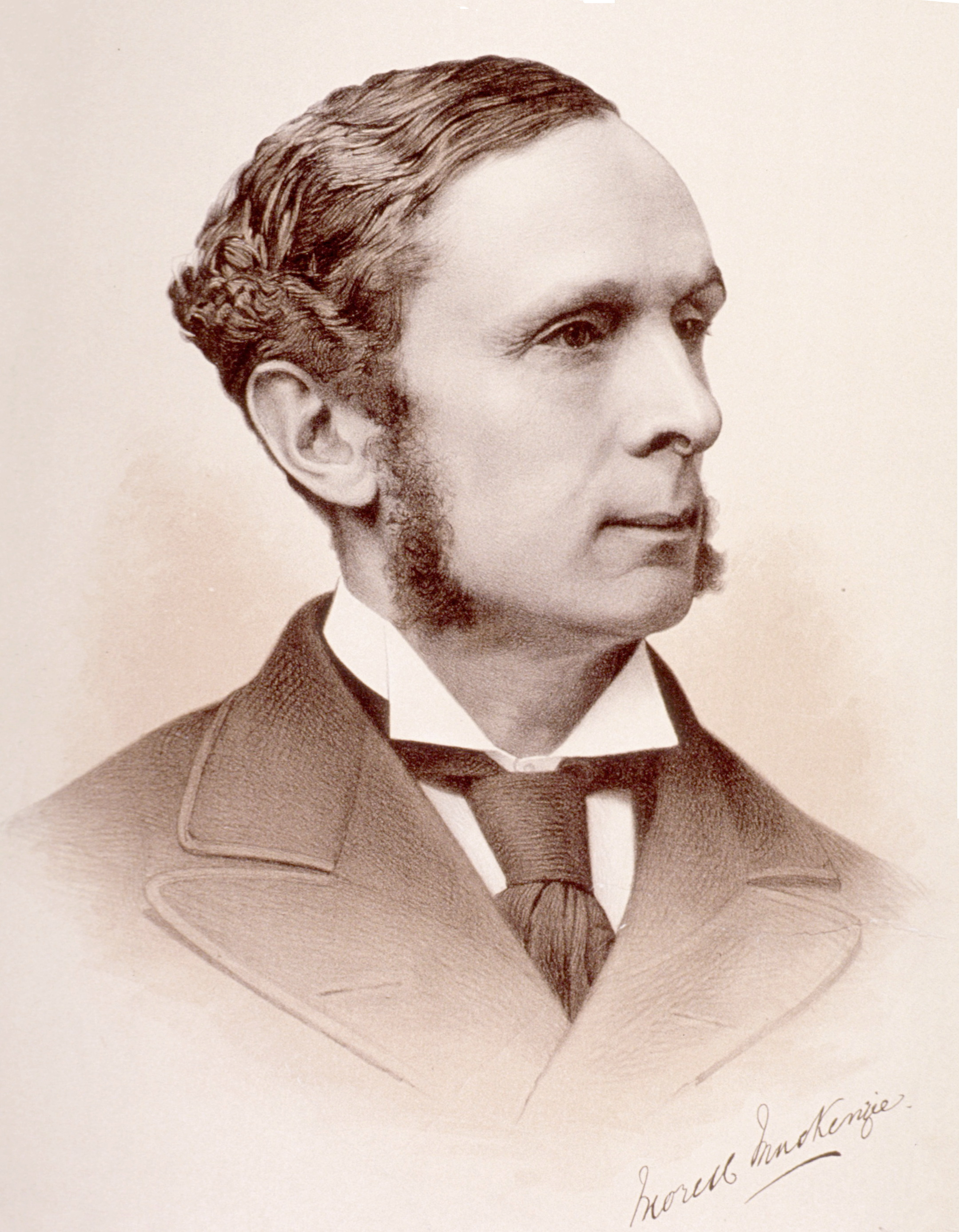
Morell Mackenzie

Sir Morell Mackenzie (* 7. Juli 1837 in Leytonstone, Essex; † 3. Februar 1892 in London) war ein englischer Mediziner und Laryngologe.

## Leben
Mackenzie studierte Medizin am London Hospital Medical College und er unternahm Studienreisen nach Paris, Wien und Pest, wo er Johann Nepomuk Czermak näher kennenlernte. Mackenzie wurde 1862 in London promoviert. Er gründete 1863 ein Hospital für Halskrankheiten und erhielt in demselben Jahr einen Preis vom Royal College of Surgeons für eine Arbeit über Kehlkopfkrankheiten.
Bald darauf wurde er Assistenzarzt am Royal London Hospital, dann Arzt und Dozent für Kehlkopfkrankheiten. Er gewann als erfahrener Diagnostiker und geschickter Operateur einen großen Ruf und publizierte viele Arbeiten über seine Spezialität und als Hauptwerk Manual of diseases of the throat and nose.
1887 behandelte Mackenzie die Kehlkopferkrankung des deutschen Kronprinzen, des späteren Kaisers Friedrich III. Seine Diagnose eines gutartigen Tumors, der sich später als Kehlkopfkrebs herausstellte, verzögerte nach Meinung der deutschen Ärzte Carl Gerhardt und Ernst von Bergmann die Behandlung der Krankheit, an der Friedrich 1888 starb. Kaiser Wilhelm II. äußerte dazu: „Der Verlauf der tückischen Krankheit, die den Kaiser Friedrich III. dahinraffte, war mir von deutschen Ärzten, die als Experten von Sir Morell Mackenzie, dem englischen Arzt, hinzugezogen worden waren, ganz offen vorausgesagt worden.“

## Schriften (Auswahl)
- The Use of the Laryngoscope in Diseases of the Throat; with an Appendix of Rhinoscopy. Robert Hardwicke, London 1865; Lindsay & Blakiston, Philadelphia 1865.
- Hoarseness, Loss of Voice, and Stridulous Breathing in Relation to Nervo-Muscular Affectations of the Larynx. Churchill, London 1868.
- Essay on Growths in the Larynx. J. & A. Churchill, London 1871; Lindsay & Blakiston, Philadelphia 1871.
- The Pharmacopoeia of the Hospital for Diseases of the Throat. Churchill, London 1872; 4. Auflage ebenda 1881 (Digitalisierte Ausgabe der Universitäts- und Landesbibliothek Düsseldorf)
- Diptheria: Its Nature and Treatment, Varieties and Local Expressions. Lindsay & Blakiston, Philadelphia 1879.
- Diseases of the Pharynx, Larynx, and Trachea. W. Wood, New York 1880.
- Manual of the Diseases of the Throat and Nose. 2 Bände. Churchill, London 1880–1884; deutsch, unter Mitwirkung des Verfassers, hrsg. und mit zahlreichen Zusätzen versehen von Felix Semon als Die Krankheiten des Halses und der Nase. 2 Bände. Berlin 1880–1884.
- The Hygiene of the Vocal Organs: A Practical Handbook for Singers and Speakers. Macmillan, London 1886.
- Hay Fever and Paroxysmal Sneezing: Their Etiology and Threatment. Churchill, London 1887.
- The Fatal Illness of Frederick the Noble. Low, Marston, Searle, London 1888.